# NGC 7231
NGC 7231 је спирална галаксија у сазвежђу Гуштер која се налази на NGC листи објеката дубоког неба.
Деклинација објекта је + 45° 19' 43" а ректасцензија 22h 12m 30,3s. Привидна величина (магнитуда) објекта NGC 7231 износи 13,0 а фотографска магнитуда 13,9. NGC 7231 је још познат и под ознакама UGC 11951, CGCG 530-17, IRAS 22104+4504, PGC 68285.